# После свадьбы (фильм, 2006, Индия)
«После свадьбы» (хинди शादी करके फँस गया यार, Shaadi Karke Phas Gaya Yaar, досл.: «Я сожалею о своём браке») — мелодрама, снятая на языке хинди и вышедшая в прокат 4 августа 2006 года. Ремейк тамильской киноленты Priyasakhi с Мадхаваном в главной роли. Фильм снимался шесть лет, с 2000 по 2006 год. В Индии фильм с треском провалился, но за рубежом прошёл довольно успешно, заработав 4,2 млн долларов.

## Сюжет
Айан (Салман Хан) является владельцем автомастерской и принадлежит к среднему классу. Однажды, покупая сари для своей сестры, он знакомится с моделью Аханой (Шилпа Шетти) и сразу влюбляется в неё. Когда она через некоторое время приезжает в его мастерскую для ремонта, он на седьмом небе от счастья и решает действовать. В этом ему помогает дневник Аханы, который она оставила в своём автомобиле. Айан внимательно читает его и запоминает каждую мелочь. Теперь он знает об Ахане больше, чем кто-либо другой, и завоевание сердца Аханы становится для него делом техники. Он знает о ней всё и делает вид, что имеет те же предпочтения, что и она: тот же любимый цвет, напиток, актёр… Ахана поражена, как много между ними общего, и считает, что нашла наконец родственную душу. Поэтому она берёт инициативу в свои руки и… делает ему предложение. Её мать не одобряет выбора своей дочери, считая, что Айан недостаточно богат для неё. Кроме того, она мечтает, чтобы её дочь сделала карьеру актрисы или модели. Но, несмотря на её протесты, Ахана выходит замуж за своего избранника.
Однако после свадьбы, переехав в дом Айана, она начинает чувствовать себя не комфортно в его традиционно индийской семье, которая не одобряет слишком свободное поведение невестки и её манеру одеваться. Молодожёны с трудом понимают друг друга, и когда Ахана узнаёт о своей беременности, она под влиянием своей матери хочет сделать аборт. Айан, узнав об этом, впадает в бешенство, и Ахана не решается осуществить задуманное. Но однажды, находясь в гостях у своих родителей, она падает с лестницы и теряет ребёнка. Айан не верит в несчастный случай, но, благодаря его матери, Ахане всё же удаётся помириться с ним.
Однако страсти утихают ненадолго, очень скоро Ахана обнаруживает в комнате Айана свой дневник и понимает, что он обманул её. Чтобы отомстить ему, она провоцирует скандал и уходит от него. Но вскоре оказывается, что она снова беременна, и её мать уговаривает её избавиться от ребёнка, выйти замуж за человека их круга и заняться карьерой. Когда Айан узнаёт об этом, он подаёт на жену в суд и просит судей запретить ей аборт и заставить её родить ему ребёнка, после чего она сможет устраивать свою жизнь, как захочет. Судьи удовлетворяют его просьбу, и Ахана вынуждена выполнить решение суда. Но после рождения ребёнка она понимает, что не сможет оставить своего мужа.